# Hugo Thielen

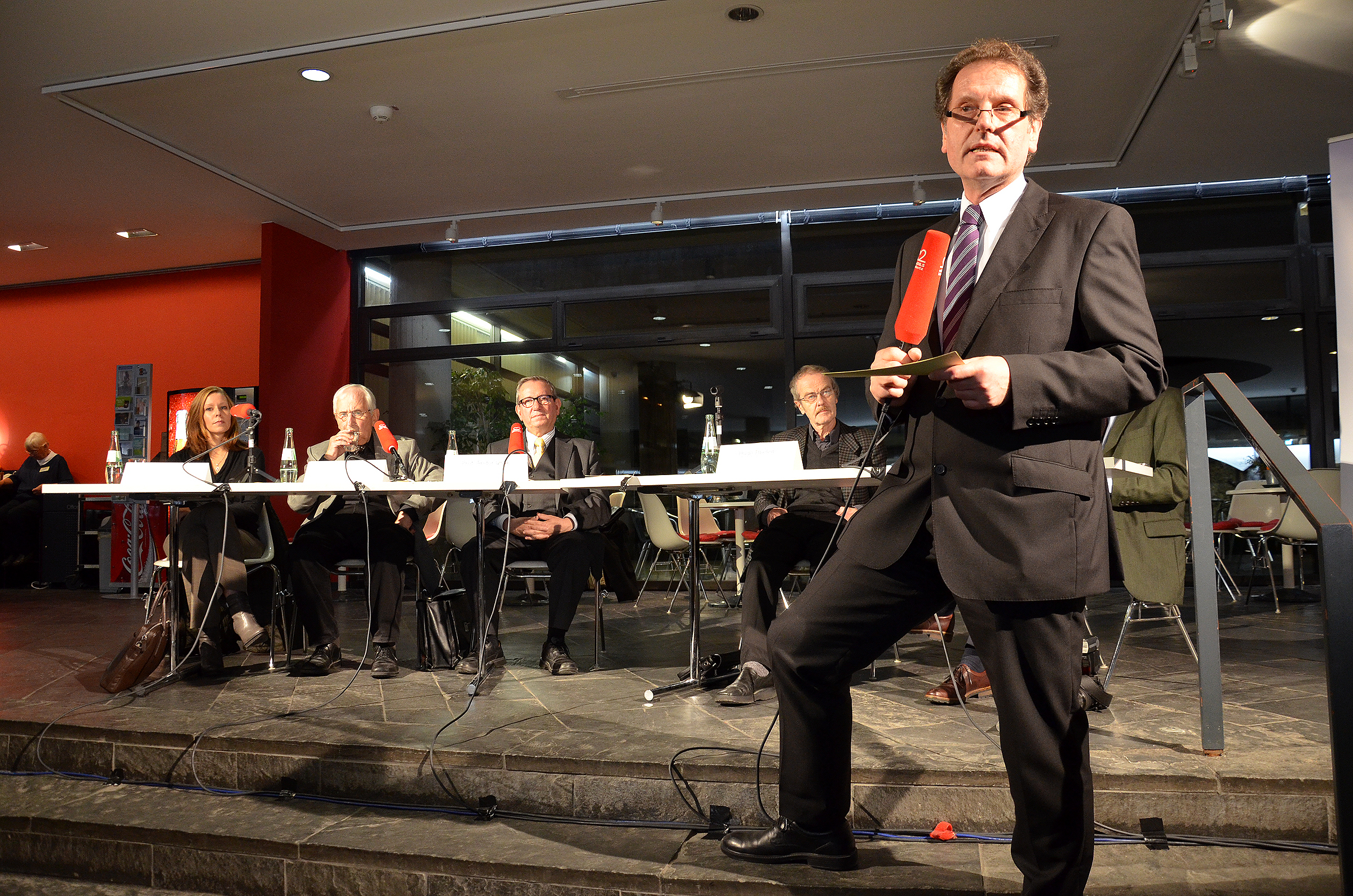
Hugo Thielen (vierter von links am Tisch) bei der Buchvorstellung Jüdische Persönlichkeiten in Hannovers Geschichte 2013 im Historischen Museum am Hohen Ufer

Hugo Thielen (* 11. Juni 1946 in Eschweiler) ist ein selbständiger Verlagsredakteur. 
Er studierte in Bonn ab 1966 Germanistik, Philosophie und Pädagogik; Abschluss: Master of Arts (M.A.) sowie Staatsexamen. Seit 1973 in Hannover, als Redakteur/Lektor haupt- und nebenberuflich tätig für verschiedene Verlage (Schroedel Schulbuchverlag, Hannover, bis 1981; Verlag Th Schäfer, Hannover, bis 1995; ferner für den Postskriptum Verlag, Hannover; den Hirschgraben Verlag, Frankfurt/M.; den Zu Klampen Verlag, Lüneburg/Springe, sowie für das Lutherische Verlagshaus, Hannover). 1983 bis 1995 war er freiberuflicher Musikkritiker bei der Hannoverschen Allgemeinen Zeitung (HAZ).
Er ist Mitautor (neben Helmut Knocke) des Kunst- und Kultur-Lexikon Hannover, erschienen 1994, in 4. Auflage 2007 beim Zu Klampen Verlag, Springe. Ferner ist er Mitherausgeber, Autor sowie Gestalter des Hannoverschen Biographischen Lexikons (2002) sowie des Stadtlexikons Hannover.

## Werke
- Helmut Knocke, Hugo Thielen: Hannover Kunst- und Kultur-Lexikon: Handbuch und Stadtführer. Hrsg.: Dirk Böttcher, Klaus Mlynek, Zu Klampen Verlag 2007
- Dirk Böttcher, Klaus Mlynek, Waldemar R. Röhrbein (Hrsg.): Hannoversches Biographisches Lexikon. Schlütersche, Hannover 2002, ISBN 3-87706-706-9.
- Klaus Mlynek, Waldemar R. Röhrbein, Dirk Böttcher, Hugo Thielen (Hrsg.): Stadt Lexikon Hannover. Von den Anfängen bis in die Gegenwart.  Schlütersche, Hannover 2009, ISBN 978-3-89993-662-9.
- Waldemar R. Röhrbein (Hrsg.), Hugo Thielen (Bearb.): Jüdische Persönlichkeiten in Hannovers Geschichte, vollständig überarbeitete, erweiterte und aktualisierte Neuauflage, Hannover: Lutherisches Verlagshaus, 2013, ISBN 978-3-7859-1163-1